# 버지니아의 종교자유령

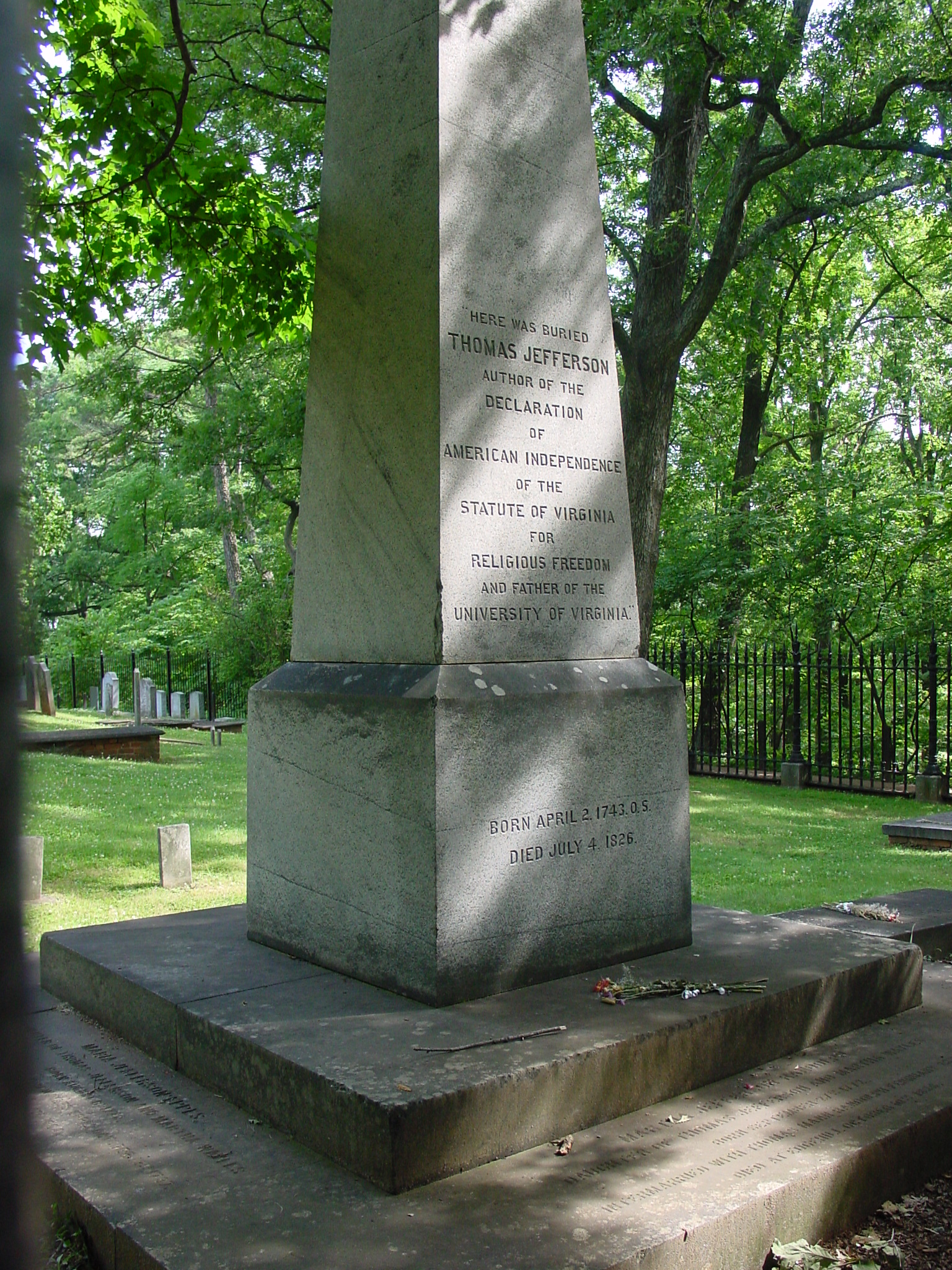
토머스 제퍼슨의 묘비.."미국 독립 선언의 저자인 토마스 제퍼슨, 버지니아 종교자유령의 아버지, 그리고 버지니아 대학의 아버지 여기 묻혀있다"고 쓰여있다.

버지니아의 종교자유령(Virginia Statute for Religious Freedom)은 토머스 제퍼슨에 의해 1777년에 버지니아 식민지에서 초안이 된 것으로 1786년 1월 16일 제정되었다. 이 법령은 버지니아 식민지에서 영국 국교회가 철폐되고 모든 사람이 종교적 행위를 자유롭게 하도록 만든 것이다. 또한 미국 수정 헌법 제1조의 기초가 되는 문서이다.

## 원문
I. 전지전능하신 신이 인간의 심령(心靈)을 자유롭도록 창조하였기 때문에, 일시적인 처벌이나 부담 혹은 공민자격 박탈에 의해 인간의 심령에 영향을 미치려는 모든 시도는 오직 위선과 야비의 습성만을 낳게 하기 쉬우며, 따라서 우리 종교의 거룩한 창시자의 계획에서 벗어나는 짓인바, 그분은 영육의 주님이시고 전지전능한 힘을 지니셨음에도 불구하고 자신의 종교를 전파하기 위해 영(靈)이나 육(肉) 어느 편에도 압박을 가하는 길을 택하지 않으시며, 민간인이건 성직자건 입법자들과 통치자들이 스스로 오류 없고 비범함을 자처하면서 타자의 신앙을 지배하여 자기들 자신의 견해와 사고방식 만이 진실되고 오류 없는 유일한 것으로 만들어 타자에게 강요하려 애씀으로써 세계의 많은 지역에서 항시 거짓 종교들이 확립 유지되어 왔으며, 남들이 신봉하지 않는 견해들을 남들에게 전파하기 위해 기금(寄金) 하도록 강요함은 죄악이자 횡포이며, 심지어 자신의 종교를 가르치는 교사들 중 누구라고 지적해서 지지를 강요하는 것조차도, 신도가 자신의 도덕적 귀감으로 떠받들고, 의(義)에 대한 가장 설득력 있는 힘을 가진 분으로 생각하는 특정 목사에게 기부하는 평안한 자유를 빼앗는 짓이며 또, 그 목사들이 신도들의 지지에서 우러나온 일시적인 보상, 즉 인류를 가르치는 정성어린 꾸준한 노고에 대한 추가적인 보람을 주는 보상을 빼앗는 짓이며, 우리의 민권은 우리의 견해가 물리학이나 기하학에 의해 좌우되지 않는 것과 마찬가지로 우리의 종교적 견해에 의해 좌우되지 않으며, 때문에 어떤 시민이 이런 저런 종교적 견해를 공언하거나 규탄하지 않는다고 해서 그가 신임과 보수를 받는 직책에 취임할 능력이 없다고 규정함으로써 국민의 신뢰를 받을 자격이 없다고 공표함은 그가 그의 동포 시민들과 같이 천부의 권리로서 누릴 수 있는 특권과 혜택을 해롭게 박탈하는 짓이며, 이는 종교적 견해를 고백하고 또 이에 순응하게 될 사람들을 속세의 명예와 보상의 독점으로 매수함으로써, 오직 종교가 권장하려는 그 원칙들을 타락케 하는 경향이 있으며, 그러한 유혹을 견디지 못하는 사람들은 죄를 범하는 것이로되, 그들의 앞 길에 유혹의 미끼를 놓아두는 자도 죄 없는 것은 아니며, 민정장관이 자신의 권력으로 의견의 분야에 개입하고, 또 그러한 의견이 좋지 못한 경향을 보이고 있다는 가정 하에 그러한 분야의 직업 혹은 원칙들의 전파를 억제함을 용납하는 것은 위험한 오류이며, 이는 즉각 모든 종교의 자유를 파괴한다. 왜냐하면, 그 자는 그 경향의 심판관이 됨으로써 자신의 견해를 판단의 척도로 삼을 것이고 또 오직 사람들이 자기 견해와 부합되는지 틀리는지에 따라서 타자의 감정을 받아들이기도 비난하기도 할 것이기 때문이며, 민정(民政)의 의로운 목적들에 따라 그의 관리들은, 원칙들이 깨어져 평화와 질서에 역행하는 명백한 행동으로 나타날 때는 이에 개입해야 할 충분한 시기이며, 그리고 끝으로, 진실은 위대하며 그 자체로 내버려두면 득세하게 마련이고 오류에 대한 적절하고도 충분한 적대자이고 또 인간이 진리의 천부의 무기인 자유논쟁과 토론을 강제로 빼앗기지 않는 한 싸움을 두려워 할 아무런 근거도 없고, 한편 오류는 자유로운 반박이 허용될 때 위험하지 않게 된다.
II. 이에 총회는 다음과 같이 규정한다. 즉, 누구나 어떤 종교적 예배나 장소나 목사에게 자주 가라고 혹은 지지하도록 일체 강제해서는 안되며, 또 누구를 막론하고 그의 신체나 재산상으로 강요하거나 억제하거나, 괴로움을 주거나, 부담을 주어서는 안되며, 그밖에 그 자신의 종교적 견해나 신앙 때문에 고통을 받게 해서도 안되며, 모든 인간은 종교문제에 대한 자기 견해를 자유로이 공표하게 해야 하고 논쟁에서 자유로이 주장하게 해야 하며, 그리고 마찬가지 이유로 해서 결코 인간은 그들의 민권행사를 축소 당하거나 확대하거나 영향을 받아서는 안 된다. 그리고 인민이 오직 통상적인 입법목적을 위해서 선출된 이 의뢰가 우리와 동일한 권력을 갖고 구성될 앞으로의 의회들의 행동을 제한할 아무런 권한도 없음을 알고 있으나 우리의 이 행동이 철회할 수 없는 것이라고 선언함은 법적으로는 아무런 효력이 없다 해도, 우리는 그렇게 선언할 자유가 있어서 그렇게 선언하는 것이며, 따라서 이 선언에서 주장된 제 권리는 인간의 천부의 권리로서, 앞으로 지금의 선언을 철회하기 위해서나 그의 실천범위를 좁히기 위해서 어떤 법령을 통과시킨다면 그러한 행동은 천부의 권리에 대한 침해가 될 것이다.

## 역사적 의의
미국 혁명 당시 영국 통치를 받는 남부 식민지에 영국 국교회가 정치에 영향을 미치고 있었다. 이에 대해 토머스 제퍼슨과 제임스 매디슨은 1776년 버지니아 권리선언이 종교자유의 원칙을 천명했지만, 실제로 실현된 것이 없었으므로 1786년 1월 16일에 버지니아에서 이 법령을 통과하는 데 성공하였다.  제퍼슨은 그의 자서전에서 이 법령을 자신의 가장 두드러진 기여의 하나로 간주하였다.

## 같이 보기
- 권리장전 (미국)